# Wannanosaurus
Wannanosaurus is een geslacht van uitgestorven plantenetende ornithischische dinosauriërs, behorend tot de Pachycephalosauria, dat tijdens het Laat-Krijt leefde in het gebied van de huidige Volksrepubliek China.

## Vondst en naamgeving
Sinds 1967 werden in de provincie Anhui bij Yansi, in Jingxian opgravingen verricht. In 1970 ontdekte men daarbij, voor de eerste maal in China, de resten van pachycephalosauriërs. Dit werd vermeld als een 'triomf van de Culturele Revolutie'.
In 1977 werd de typesoort Wannanosaurus yansiensis benoemd en beschreven door Hou Lianhai. De geslachtsnaam verwijst naar het zuiden, nan 南, van Wan 皖; 'Wan' is een oude naam van Anhui. De soortaanduiding verwijst naar de herkomst bij Yansi.
Het holotype IVPP V4447 is gevonden in een laag van de Xiaoyanformatie die dateert uit het vroege Maastrichtien, ongeveer zeventig miljoen jaar oud. Hou dacht in 1977 nog dat de lagen ouder waren en uit het Senonien stamden. Het bestaat uit een gedeeltelijk skelet met schedel. Bewaard zijn gebleven: de achterkant van het rechterschedeldak, het linkerjukbeen, de linkeronderkaak, een halswervel, het linkeropperarmbeen, een stuk van een linkerdarmbeen, beide dijbeenderen en het rechterscheenbeen. Hou vermoedde dat het holotype in feite twee individuen vertegenwoordigde omdat de dijbeenderen afweken in lengte. In 2008 werd door Richard Butler gemeld dat het darmbeen zoek was en de onderkaak het predentarium had verloren. Het opperarmbeen zou het rechtse zijn. Butler verwierp de gedachte dat het holotype resten van twee dieren omvatte: de verschillen tussen de femora zouden veroorzaakt zijn door een ongelijke preservering. Het paratype, specimen IVPP V4447.1, bestaat uit een tweede skelet op twintig meter van het holotype gevonden, ditmaal zonder schedel. Het omvat zes staartwervels, beide dijbeenderen, een bekken, het linkerscheenbeen, het linkerkuitbeen en de rechtervoet inclusief drie klauwen. De staartwervels en de rechtervoet waren in 2008 zoek maar volgens Butler had het juist weer wel een linkerdarmbeen.
Butler beschreef het materiaal in 2008 opnieuw. Het bleek hem dat ook het postorbitale, squamosum en jukbeen van de linkerschedelhelft aanwezig waren.

## Beschrijving

### Grootte en onderscheidende kenmerken
Het holotype betreft een zeer klein dier van misschien niet meer dan een halve meter lengte en een gewicht van nog geen kilogram. Het is echter door Robert Sullivan in 2006 verondersteld dat het om het jong van Homalocephale gaat. Hou dacht dat de aanwezigheid van vervangingstanden inhoudt dat het een volwassen exemplaar betreft. Teresa Maryańska meende dat de vergroeiing van de schedelnaden dit bevestigde maar latere onderzoekers stelden juist dat die lang niet voltooid was. De kleinste bekende volwassen pachycephalosauriërs zijn anderhalve meter lang en vijftien kilogram zwaar.
Hou gaf in 1977 enkele onderscheidende kenmerken aan. Het bovenste slaapvenster is niet gesloten. Het schedeldak is, hoewel verdikt, vrij vlak voor pachycephalosauriër met kleine nauw aaneengesloten knobbels aan de rand. Het wandbeen en squamosum steken niet naar achteren uit. Het achterhoofd helt wat naar voren. De tanden zijn lang, met een lengte die gelijk is aan de helft van de onderkaak. De achterkant van de onderkaak is basaal gebouwd met een geringe hoogte, een grote breedte overdwars, een bolling van de onderrand en een lang retroarticulair uitsteeksel. Het is de vraag in hoeverre deze trekken de jonge leeftijd van het holotype weerspiegelen.
Het probleem met deze diagnose is dat deze kenmerken synapomorfieën zijn van de Pachycephalosauria en dus niet onderscheidend ten opzichte van leden van deze groep. Volgens Paul Sereno in 2000 waren mogelijke echte autapomorfieën het feit dat het boveneind van het opperarmbeen in zijaanzicht een hoek van dertig graden maakt met het onderste uiteinde en de waaiervorm van de tanden met een duidelijke verticale dikke hoofdrichel in het midden van de buitenzijde. Butler wees erop dat die richel zich in feite aan de binnenzijde voordoet, zoals gebruikelijk. Hij erkende echter de extreme torsie van het opperarmbeen en voegde daar aan toe dat de bovenzijde in zijaanzicht vijftig graden naar achteren gekromd is. Een vergelijking met Homalocephale is op dit punt onmogelijk omdat daarvan de humerus helemaal onbekend is.

### Skelet

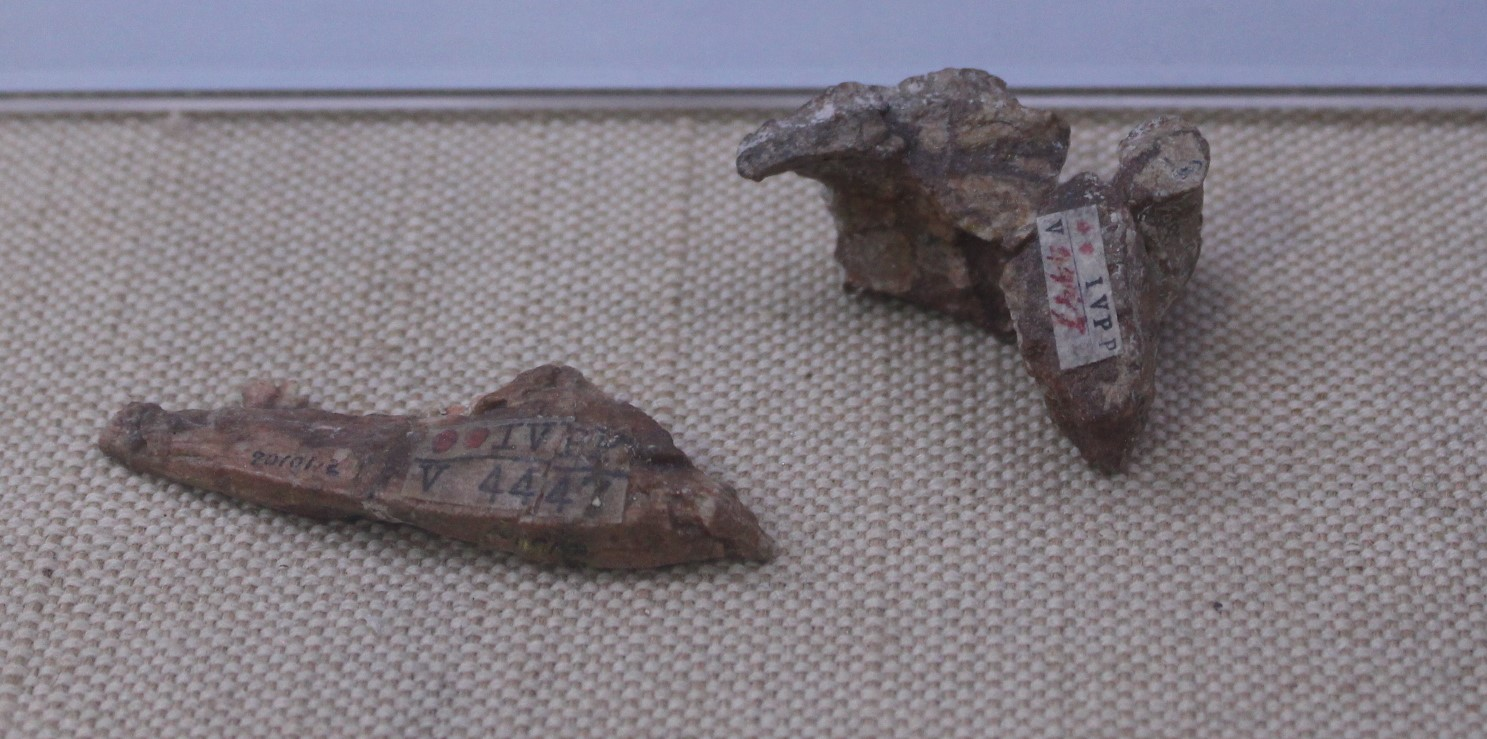
Delen van het holotype

De schedel moet ongeveer negen centimeter lang geweest zijn. Het profiel van het schedeldak is in bovenaanzicht min of meer rechthoekig waarbij de squamosa de hoeken vormen. Het schedeldak is bedekt met vele kleine bultjes, wellicht een juveniel kenmerk. Het is zeer dik maar een bolle welving ontbreekt. Er is verder een rij van twee grote bulten op het postorbitale en vijf kleinere op het squamosum. Ook het driestralige jukbeen draagt lage bulten. Er is geen jukbeenhoorn. Het bovenste slaapvenster heeft een lengte van vijftien millimeter en een breedte van twaalf millimeter. Het postorbitale heeft een relatief smalle neergaande tak. Squamosum en wandbeen overhangen het achterhoofd, hoewel een beenplateau ontbreekt.
De onderkaak is negenenvijftig millimeter lang en draagt tien of elf tanden. De tanden zijn relatief groot met een gezwollen basis en zeven vertandingen per snijrand. Een in 1977 gemelde vergrote 'hoektand' ontbreekt volgens Butler. De onderrand van het dentarium vormt een hoge richel. Het buitenste zijvlak van de onderkaak heeft geen bulten. Wel draagt het surangulare een opvallende verheffing aan de buitenzijde. Er is een apart os coronoides. De onderkaak is vooraan niet sterk naar binnen gebogen tot een spuitvormige symfyse.
De amficoele halswervels zijn breder dan hoog, met een ruggenmergkanaal dat de helft van die breedte beslaat. Hun zijkanten zijn sterk uitgehold, hun onderkanten gekield.
Het opperarmbeen heeft met drieënveertig millimeter minder dan de helft van de lengte van het dijbeen, en bezit een golvend zijprofiel, beide afgeleide kenmerken. De kromming en wringing van het opperarmbeen is veel sterker dan bij andere bekende pachycephalosauriërs. De humeruskop is laag. Hetzelfde geldt voor de deltopectorale kam die niet veel meer is dan een verdikking van de voorrand.
Bij het darmbeen buigt de bovenrand van het voorblad naar buiten om, een smal beenplateau vormend, niet breder dan het voorblad hoog is, dat naar voren verder in bovenaanzicht naar buiten draait zodat het vrijwel versmelt met de buitenwand van het blad.
Het dijbeen is minstens tweeënnegentig millimeter lang lang en het scheenbeen zelfs iets korter met zesentachtig millimeter. Gezien deze proporties was Wannanosaurus geen snelle renner, hetgeen van voordeel was voor zijn vleesetende aanvallers. Dit wordt bevestigd door een lage positie en kleine omvang van de vierde trochanter, de aanhechting op de achterkant van het dijbeen voor de retractorspieren van de staart, die de pasfrequentie zouden hebben verminderd. De trochanter major heeft geen verticale richel op de achterzijde. Ook het scheenbeen is flink gewrongen doordat het boveneind sterk van voor naar achteren verbreed is en het ondereinde juist overdwars. Beide uiteinde maken daardoor een hoek van zeventig graden met elkaar. Het kuitbeen is onderaan zeer slank, een afgeleid kenmerk. Volgens Hou was de formule van de teenkootjes 1-2-3-0-0 hoewel hij onzeker was of de vierde en vijfde teen wel geheel gereduceerd waren gezien de beschadigingen van het materiaal. Butler wees erop dat de verwachte formule 2-3-4-5-0 is. Het afwijkende aantal zou uniek zijn maar kon door hem niet gecontroleerd worden daar de voet van het paratype onvindbaar bleek.

## Fylogenie
Wannanosaurus werd door Hou binnen de Pachycephalosauria in de Pachycephalosauridae geplaatst. Dong Zhiming plaatste de soort in 1978 in de Homalocephalidae. Moderne onderzoekers bevestigen meestal de positie in de Pachycephalosauria. In analyses valt de soort typisch zeer basaal uit maar dat kan volgens Sereno een gevolg zijn van de jonge leeftijd van het holotype.

## Levenswijze
Wannanosaurus leefde in droge gebieden, gezien de rode zandsteen van de formatie, waar het zich voedde met bodemplanten. Andere dieren zijn uit de vindplaats niet gemeld.